# Le Noël de Denis la Malice

Le Noël de Denis la Malice (A Dennis the Menace Christmas) film de Noël américain de 2007 réalisé par Ron Oliver.

## Synopsis
Pour s'assurer que son voisin bien-aimé, Mr. Wilson, passe le Noël parfait, le petit Denis, dresse une longue liste de choses dont il faut avoir besoin pour que cela fonctionne. Bob, un ange de passage sur Terre, va lui donner un petit coup de pouce.

## Fiche technique
- Titre original : A Dennis the Menace Christmas
- Titre français : Le Noël de Denis la Malice
- Réalisation : Ron Oliver
- Genre : comédie
- Durée : 83 minutes
- Dates de sortie :
  - États-Unis : 13 novembre 2007
  - France : 16 décembre 2009 à la télévision
- Video : DVD pas sortie en France

## Distribution
- Maxwell Perry Cotton : Denis Mitchell
- George Newbern : Henry Mitchell
- Kim Schraner : Alice Mitchell
- Robert Wagner : Mr. George Wilson
- Louise Fletcher : Mrs. Martha Wilson

## Adaptations
La bande dessinée a été adaptée pour le cinéma et la télévision :
- Denis la petite peste (Dennis the Menace), série télévisée américaine diffusée entre le 4 octobre 1959 et le 7 juillet 1963 sur le réseau CBS;
- Denis la Malice (Dennis the Menace) est une série télévisée d'animation franco-américano-japonaise de Jean Chalopin diffusée de 1985 à 1988 ;
- Denis la Malice (Dennis the Menace), film américain de Nick Castle sorti en 1993 ;
- Denis la Malice sème la panique (Dennis the Menace Strikes Again), film américain de Jeffrey Reiner sorti en 1998.